# Hong Rengan
Hong Rengan (chinesisch 洪仁玕, Pinyin Hóng Réngān, W.-G. Hung Jen-kan; * 18. Februar 1822 in Huadu, Provinz Guangdong, Kaiserreich China; † 23. November 1864 in Nanchang) war eine wichtige Führungsfigur der Taiping-Rebellion zur Zeit der Qing-Dynastie. Als Cousin des Gottkönigs der Taipingbewegung Hong Xiuquan fungierte er ab 1859 in der Rebellenhauptstadt Nanjing als zweiter Mann im Staat. Seine Anstrengungen, westliche Staaten für die Unterstützung der sich als christlich verstehenden Taiping zu gewinnen, schlugen fehl. Nach der Niederschlagung der Rebellion wurde Hong Rengan von den kaiserlichen Behörden hingerichtet.

## Herkunft und Werdegang
Hong Rengan stammte wie sein Cousin Hong Xiuquan aus einem Dorf im Distrikt Huadu in der Provinz Guandong und gehörte der Ethnie der Hakka an. Ähnlich wie Hong Xiuquan bestritt er seinen Lebensunterhalt als Dorfschullehrer. Er gehörte zu den ersten Konvertiten zu Hong Xiuquans Bewegung, die sich als genuin christlich verstand und Hong Xiuquan als neuen Messias verehrte.

## Tätigkeit für Missionare in Südchina
In den Anfangsjahren der Rebellion hielt sich Hong Rengan in Südchina auf und suchte den Kontakt zu ausländischen Missionaren. 1853 ließ er sich vom schwedischen Missionar Theodor Hamberg 1853 in Kanton taufen. Im Auftrag Hambergs versuchte er in die Rebellenhauptstadt Nanjing zu reisen, blieb jedoch aufgrund Verfolgung durch die Qing-Behörden und von Kriegshandlungen erfolglos. Ab 1855 ließ er sich dauerhaft in Hongkong nieder, wo er für die London Missionary Society arbeitete. Dabei arbeitete er vor allem für den schottischen Missionar James Legge. Er verließ ohne dessen Wissen 1858 Kanton in Richtung Nanjing.

## Führungsrolle im Taiping-Staat
Hong Rengan kam nach einjähriger Reise in der Rebellenhauptstadt an. Die Bewegung stand wirtschaftlich und militärisch unter Druck. Die Hauptstadt wurde durch Truppen der Qing bedroht. Sein Cousin hatte sich unter dem Druck der Ereignisse immer mehr aus dem öffentlichen Leben zurückgezogen. Nach seiner Ankunft übertrug Hong Xiuquan Hong Rengan die zentrale Führungsposition am Hof, die etwa mit einem Premierminister vergleichbar war. Hong Rengan stand über den Generälen des Gottkönigs und regelte deren Zugang zu seinem Cousin auf dem Thron. Hong Rengan wurde zum führenden Autor politischer und religiöser Traktate der Taiping. Dabei forderte er neben sozialen Reformen und der Verteilung von Land auch eine industriell-technologische Modernisierung nach westlichem Vorbild. Am Hof setzte er den Aufbau von Institutionen nach dem Vorbild der kaiserlichen Regierung durch und implementierte ein Examenssystem ähnlich der Beamtenprüfung, allerdings mit christlichen statt konfuzianistischen Inhalten. Er setzte seine Hoffnungen auf ein Bündnis mit den christlichen Nationen des Westens, das er durch die Vermittlung nach Nanjing eingeladener Missionare zu erreichen suchte. Diese Hoffnung zerschlug sich, als er sich mit dem letzten verbleibenden Missionar Issachar Roberts überwarf und dieser im Januar 1862 die Stadt verließ.
Bereits vor dem Fall der Hauptstadt zog sich Hong Rengan nach Huzhou in der Provinz Zhejiang zurück. Von dort organisierte er eine erfolglose Flucht mit dem Nachfolger Hong Xiuquans Hong Tianguifu. Hong Rengan wurde nach der Niederlage der letzten Taipingtruppen auf der Flucht gefangen genommen und im November 1864 in Nanchang hingerichtet.